# Szájpademelő izom

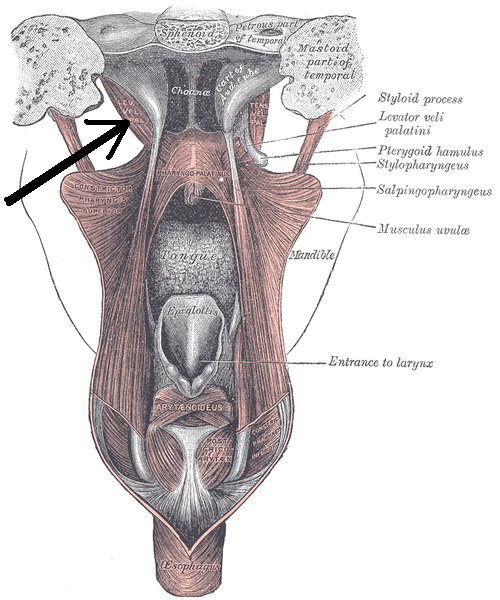
A szájpad izmai (a nyíl mutatja az alig látható izmot)

A szájpademelő izom (musculus levator veli palatini) egy izom az ember szájpadjánál.

## Eredés, tapadás, elhelyezkedés
A halántékcsont (os temporale) pars petrosa ossis temporalis nevű részének a csúcsáról és a tuba auditivának (vagy Eustach-kürtnek) a porcos faláról ered. Az aponeurosis palatinén tapad.

## Funkció
Emeli a lágy szájpadot

## Beidegzés, vérellátás
A plexus pharyngeus (a nervus vagus ága) idegzi be. Az arteria facialis arteria palatina ascendens nevű ága és az arteria maxillaris arteria palatina descendens nevű ága látja el vérrel.

## Külső hivatkozások
- Kép
- Kép, leírás
- Leírás